# Acacia caven
Vachellia caven là một loài thực vật có hoa trong họ Đậu. Loài này được (Molina) Molina miêu tả khoa học đầu tiên.

## Hình ảnh

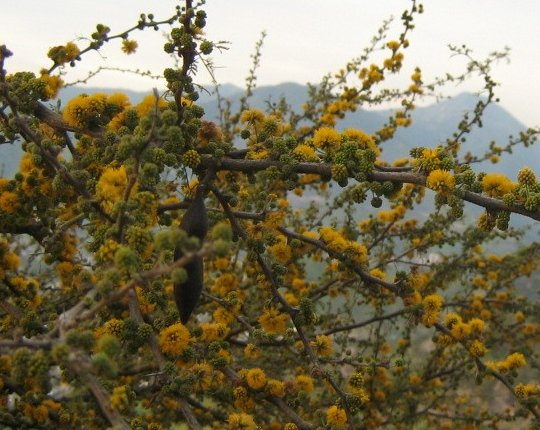
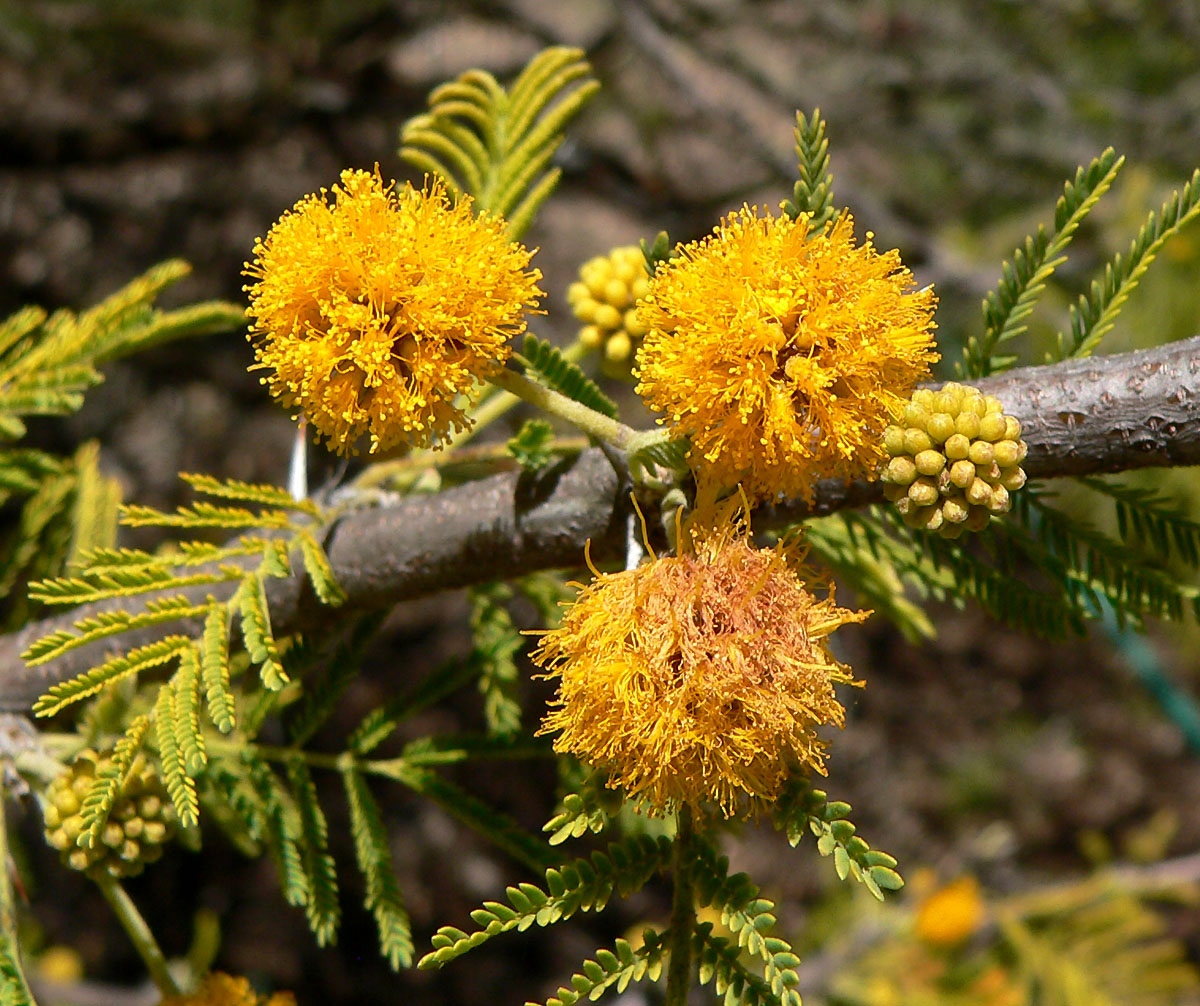
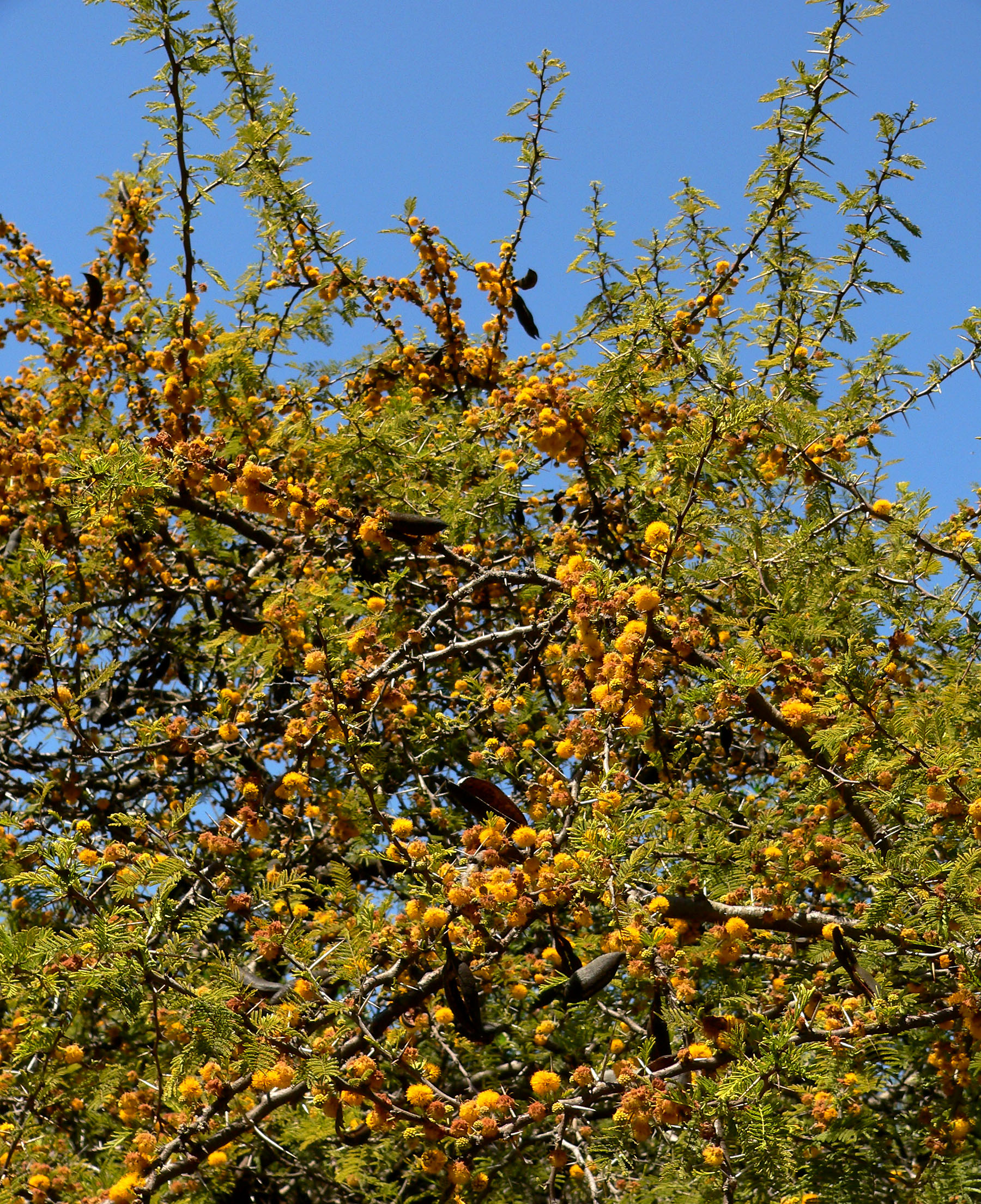
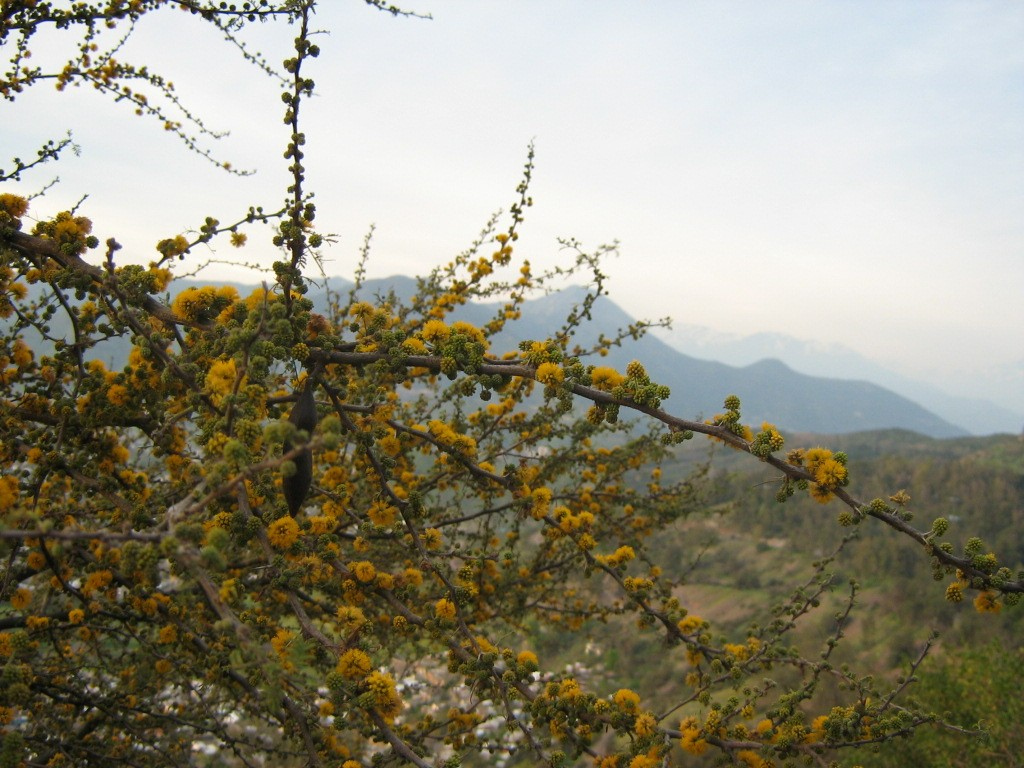